# František Trpík
František Trpík (11. října 1914, Slezská Ostrava – 30. května 2000, Rožnov pod Radhoštěm) byl československý voják a příslušník výsadku Glucinium.

## Mládí
Narodil se 11. října 1914 ve Slezské Ostravě. Otec Eduard byl řezník, padl na frontě I. světové války v roce 1915, matka Mariana, rozená Krzystková se znovu vdala a po přestěhování se do Rožnova p./R. vlastnila sodovkárnu a stáčírnu piva. Měl dvě sestry. Absolvoval obecnou a měšťanskou školu a vystudoval Baťovu školu práce. Po jejím absolvování se připravoval na práci na pobočce v Singapuru, ale nakonec byl nucen nastoupit na místo vedoucího ekonoma IV. gumárenského oddělení. 1. října nastoupil základní vojenskou službu v Hradci Králové. Absolvoval poddůstojnickou školu a postupně byl povýšen až na četaře. V říjnu 1938 byl přidržen v další službě. Postupně sloužil v Žamberku a Rychnově nad Kněžnou. Po propuštění z armády se vrátil k firmě Baťa.

## V exilu
1. dubna 1940 opustil protektorát a přes Slovensko, Maďarsko, Turecko a Sýrii se dostal do Francie, kde byl 12. května zařazen do československé zahraniční armády. V jejích řadách se zúčastnil bojů o Francii. Po porážce byl
evakuován do Anglie.
Do Anglie připlul 13. července 1940 a byl zařazen k 1. pěšímu praporu. 1. února 1941 byl povýšen na rotného a krátce nato se přihlásil do výcviku pro plnění zvláštních úkolů. Od 15. srpna 1941 do 7. dubna 1944 absolvoval sabotážní výcvik, parakurz a základní telegrafický výcvik. Poté absolvoval dokončovací kurz,
konspirační výcvik v zaměstnání. Jako příslušník zformované skupiny Glucinium se zúčastnil konspirativního cvičení. Dále absolvoval radistický výcvik s následným spojovacím cvičením. Výcvik zakončil dokončovacím kurzem a opakovacím parakurzem. 2. května 1944 byl přepraven do Itálie na vyčkávací stanici.

## Nasazení
Společně s ostatními příslušníky desantu byl vysazen 3. července 1944 poblíž obce Purkarec. Skupina se rozešla, pokračoval sám až do 27. července, kdy byl zatčen protektorátními četníky ve stohu. Těmi byl zbit a poté předán gestapu. Vyslýchán byl v Brně, nic ale neprozradil. Po převezení do Prahy byl od 10. srpna internován ve vězení na Jenerálce. Po dalších výsleších byl 13. dubna 1945 převezen do vězení na Pankráci. 5. května byl osvobozen českou policií.

## Po válce
Poté, co se 14. května 1945 ohlásil na MNO byl 2. června umístěn do vazby pro podezření ze spáchání vojenské zrady. Propuštěn byl 5. září 1945. Dále zůstal u armády a 26. ledna 1946 byl povýšen na podporučíka pěchoty. V červenci 1946 se oženil, z manželství vzešly dva synové. Z činné služby odešel 7. dubna 1946. Do konce
roku 1947 pracoval u ministerstva vnitra, 1. prosince 1947 nastoupil u firmy Baťa na obchodní oddělení. To opustil v roce 1949 a začal pracovat jako dělník v gumárnách. V 50. letech byl sledován StB. Do důchodu odešel v roce 1970 jako mistr. Po celý život se věnoval pěstování jablek, v roce 1953 vyšlechtil novou odrůdu jablek Rožnovské citrónové. 16. října 1990 byl povýšen do hodnosti podplukovníka pěchoty.

## Vyznamenání
- 1944 -  Pamětní medaile československé armády v zahraničí se štítky Francie a Velká Británie
- 1946 -  Československý válečný kříž 1939
- 1946 -  Československá medaile za zásluhy II. stupně